# Fall Out (gruppo musicale)
I Fall Out, anche conosciuti come Fallout, sono un gruppo hardcore punk italiano nato alla Spezia sul finire degli anni settanta. Il gruppo, pur anticipandolo, viene comunemente menzionato come uno dei gruppi fondamentali della scena del Granducato Hardcore, di cui fecero parte band come Cheetah Chrome Motherfuckers, I Refuse It!, Wardogs, Dements, Brontosauri, Sweet Baby Oi!, Auf'schlag e Juggernaut.

## Storia del gruppo
I Fall Out nacquero nel 1979 alla Spezia ad opera del cantante del gruppo, Benzo, trovando una prima formazione stabile con Beppe al basso, Marco alla chitarra e Giampus alla batteria. Nel 1982 incidono il loro primo EP dal titolo omonimo, un'autoproduzione su 7" che vedeva brani cantati in lingua inglese. La fanzine di San Francisco Maximumrocknroll recensì il disco definendone il suono come "the sound is driving, the choruses and tunes stick in your craw". Nel tour che ne seguì fra le date vi fu la partecipazione al Festival L'Offensiva di primavera, una tre giorni di musica presso il Virus di Milano.
Nel 1985 autoproducono l'album su cassetta dal titolo Insurrezione.
Nel 1988 esce il loro primo LP dal titolo Mondo criminale edito dalla Cobra Records, un album che, con la visione manichea tipica di molte band di questa scena presentava testi taglienti ed atti d'accusa che portavano "un violento grido d'amore lanciato contro i media, le istituzioni e la massificazione dell'uomo".
Nel 1992 il gruppo cambia organico. Alla chitarre entrano Marco Rinaldi ed Andrea Villa con i quali viene realizzato l'album Xenodrome - Il circo dell'odio sempre pubblicato dalla Cobra Records.
Nel 1996 il gruppo pubblica il 12" dal titolo Neuropa.
Nel 2000 esce la ristampa di Mondo criminale con un'edizione tutta nuova per la Metal Legions. La pubblicazione, che comprende un doppio LP, vede nel primo disco l'album, mentre il secondo è una raccolta dei migliori brani della band.
Nel 2003 esce per Area pirata Americananti LP e CD
Nel 2009 viene pubblicato su CD il live Colpo su colpo , che racchiude uno dei concerti della band allo Scaletta Rock Club di La Spezia.
Nel 2013 esce il vinile 12" Invincibile Sporca Armada.

## Discografia
- 1982 - Fall Out EP, (EP, autoprodotto)
- 1985 - Insurrezione, (Cassetta, autoprodotto)
- 1988 - Mondo criminale (LP, Cobra Rec.)
- 1993 - Xenodrome - Il circo dell'odio (LP, Cobra Rec.)
- 1995 - Neuropa (12", autoprodotto)
- 2004 - Americananti (CD/LP, Area Pirata)
- 2005 -  Mondo criminale (CD, antologia)
- 2008 -  Colpo su colpo (CD, live autoprodotto)
- 2013 - Invincibile Sporca Armada (EP 12", autoprodotto)

### Promo
- 1992 - Demo 1992 (Demo cassetta, autoprodotto)

### Compilation
- 198x - Punk Made in Italy (Cassetta, Pattume & Rivolta Records)
- 1981 - Punk United (Cassetta, Subvert Records) con RAF Punk e Nabat
- 1986 - Life Is a Joke Vol. 2 (LP, Weird System)
- 1989 - L'Indiano (Cassetta, Granducato Rebel)
- 1990 - Rifiuto (Cassetta, Az Autoproduzioni)
- 1994 - Prima della Seconda Repubblica (Cassetta, Provincia Attiva)
- 1995 - Rovina Hardcore - Live 1981-1985 (Cassetta, Provincia Attiva)
- 1996 - No One Can Decide For You (The Furious Years Of Italian Hardcore-Punk In 7 Inches) (CD, Antichrist Dionysus)
- 2001 - Killed By Hardcore (LP, Redrum Records (KBD))
- 2005 - Hate/Love (2xCD, LoveHate80, SOA Records, Mele Marce Records)
- 2005 - Punk in Italia (CD, autoproduzione)
- 2005 - Urla dal Granducato Vol. 2 (CD, Area Pirata)